# جائزة أبها
جائزة أبها جائزة سعودية سنوية من أقدم الجوائز في المملكة، تبنى فكرة تأسيسها الأمير خالد الفيصل بن عبد العزيز عام 1973، لتكون داعمة ومحفزة للمبدعين والموهوبين في مختلف المجالات العلمية والإبداعية، وبالتالي تساهم في اكتشاف أسماء جديدة  وتبلغ قيمتها 250 ألف ريال سعودي، ويحسب حفل تسليمها على الملتقيات الوطنية الثقافية، إذ يضم نخبة من الشخصيات الإبداعية والعلمية، وفيه تقدم ندوات وأوراق علمية وثقافية، ساهمت في دعم وإثراء الحركة الثقافية السعودية، وهي متاحة ليتنافس عليها المثقفين محليًا وإقليميًا، في ستة فروع منها فرعي الثقافة وتقنية المعلومات، وقد كان علي آل عمر عسيري أول أمين عام للجائزة، فيما يرأسها أمير منطقة عسير.

## تاريخ الجائزة
هي نتاج اقتراح الأمير خالد الفيصل بن عبد العزيز عام 1973، وهو الذي رعاها ودعمها منذ البداية، وقد بدأت بصفتها جزءً من أنشطة لجنة التنشيط السياحي بمنطقة عسير، ثم اتخذت مكانتها عبر دعم خالد الفيصل ومتابعة شخصيات مهمة، وتكليف شخصيات قيادية لتسليم جوائزها، وكونها داعمة بشكل كبير للشباب السعودي الموهوب، وفي عام 2009 سعى أمير منطقة عسير -سابقًا- فيصل بن خالد بن عبد العزيز إلى تطويرها وتجديدها لتواكب المتغيرات الحديثة، فضم إليها فرع جديد وهو فرع تقنية المعلومات، وإثره أصبح لملتقى الجائزة اتجاهات جديدة وندوات تتطرق للقضايا الاقتصادية ومتطلبات المستقبل، وفي عام 2013 رُفعت قيمة الجائزة من 150,000 ريال سعودي إلى 250,000.

## فروع الجائزة
1. الخدمة الوطنية
2. التفوق في التعليم العام
3. التفوق في التعليم العالي
4. تقنية المعلومات
5. الثقافة.[4][1][5]
6. البيئة.[6][5]

## مراحل الجائزة
- الترشيح.
- الفرز والتقييم.
- اختيار الأعمال من قبل 60 عضوًا في لجنة التحكيم.
- اختيار الفائزين بعد المفاضلة حسب المعايير المحددة.[7]

## من أبرز الفائزين

### تقنية المعلومات
- موقع أمانة محافظة جدة.[8]
- موقع صحيفة الرياض.[9]

### الخدمة الوطنية
- فاطمة أبو قحاص.[10]
- وزارة النقل.[9]

### الثقافة
- بهية بوسبيت - القصة القصيرة.[11]
- إبراهيم مضواح الألمعي- القصة القصيرة.[12]

- عبد الله الزمزمي - الشعر.[13]
- إبراهيم طالع الألمعي - الشعر.[14]
- إبراهيم شحبي - الرواية.[12]
- محمد حمد الصالحي - المقال[15]

### الإبداع الفني
- الدكتور أحمد ماطر[16]
- فيصل النعمان.[14]

## الأمناء السابقون
1. علي آل عمر عسيري.
2. علي عيسى الشعبي.[1]